# Florence Dagmar
Pour les articles homonymes, voir Dagmar.
Florence Dagmar (née le 22 octobre 1895 à Portland (Oregon), morte le 7 mai 1986 à Sacramento) est une actrice américaine du cinéma muet.

## Biographie
Florence Dagmar naît à Portland (Oregon), de parents immigrés suédois. Elle se produit au théâtre à San Francisco avant de déménager à Los Angeles avec ses parents, où elle se lance dans l'industrie naissante du cinéma. Elle est remarquée par Cecil B. DeMille, qui lui fait signer un contrat avec Players-Lasky.

## Filmographie
- 1914 : The Man from Home : Elodie
- 1914 : Ready Money : Ida Tyler

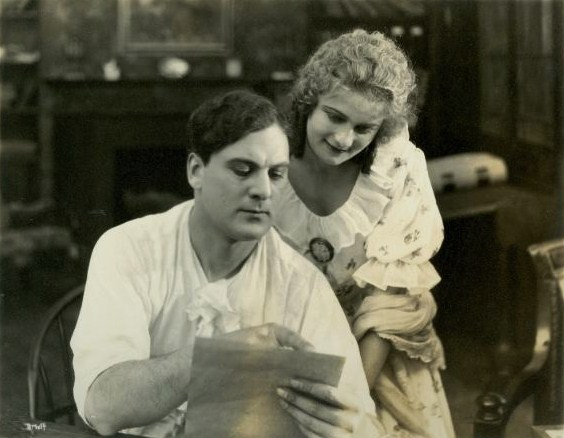
Thomas Meighan et Florence Dagmar dans Pudd'nhead Wilson (1916).

- 1914 : The Circus Man : Christine Braddock
- 1914 : L'Appel du Nord (The Call of the North) d'Oscar Apfel et Cecil B. DeMille
- 1915 :  Young Romance  : Lou
- 1915 : The Country Boy : Jane Belknap
- 1915 : A Gentlemen of Leisure : Kate
- 1915 : Snobs : Kindling :  Alice Burke-Smith
- 1915 : La Dupe (Blackbirds) : Miss Crocker
- 1915 : Kindling de Cecil B. DeMille
- 1915 : Chimmie Fadden Out West :  Betty Van Courtlandt
- 1916 :  Pudd'nhead Wilson :  Rowena Cooper
- 1916 :  The Clown de William C. de Mille : Millicent